# Zdravko Kuzmanović
Pour les articles homonymes, voir Kuzmanović.
Zdravko Kuzmanović (en serbe en écriture cyrillique : Здравко Кузмановић), né le 22 septembre 1987 à Thoune (Suisse), est un footballeur international serbe, évoluant au poste de milieu de terrain. Il possède également la nationalité suisse.

## Biographie

### En club
Lors de la saison 2007-2008, il a su s'imposer comme l'un des leaders du milieu de terrain florentin à seulement 21 ans et est l'un des plus grands espoirs du football serbe. 
Kuzmanović s'est engagé avec le VfB Stuttgart le 31 août 2009, en provenance de la Fiorentina.
Après trois ans et demi avec le club allemand, il est transféré pour l'Inter Milan, pendant le mercato hivernal le 30 janvier 2013.
À l'été 2015 il rejoint le FC Bâle.
Fin janvier 2016, il est prêté pour six mois avec option d'achat au club italien d'Udinese. Il y porte le numéro 22.

### En sélection
Il a évolué avec les équipes de jeunes suisses où il est né mais il a décidé de jouer avec l'équipe nationale serbe.

## Carrière
- 2005- déc. 2006 :  FC Bâle
- janv. 2007-2009 :  ACF Fiorentina
- 2009-janv. 2013 :  VfB Stuttgart
- janv. 2013-2015 :  Inter Milan
- 2015-2020 :  FC Bâle[3]
  - jan. 2016-2016 :  Udinese Calcio (prêt)
  - 2016-2018 :  Málaga CF (prêt)

## En équipe nationale
- 50 sélections et 6 buts avec l'équipe de Serbie entre 2007 et 2014.
- Lors de la Coupe du monde 2010, il s'est illustré en touchant le ballon de la main lors de la confrontation avec le Ghana, provoquant du coup un penalty et la défaite de son équipe.

## Palmarès

### En club
- FC Bâle
  - Vainqueur de la Coupe de Suisse : 2007
  - Championnat de Suisse : 2016